# Monofenolo monoossigenasi
La monofenolo monoossigenasi o tirosinasi è un enzima appartenente alla classe delle ossidoreduttasi, che catalizza la seguente reazione:
L-tirosina + L-dopa + O2 ⇄ L-dopa + dopachinone + H2O
Fa parte di un gruppo di proteine contenenti rame che catalizzano anche la reazione della catecolo ossidasi (numero EC 1.10.3.1) solo se gli 1,2-benzenedioli sono disponibili come substrati.